# Iberis nazarita
Iberis nazarita là một loài thực vật có hoa trong họ Cải. Loài này được Moreno mô tả khoa học đầu tiên năm 1982.